# وباء الجدري في أيسلندا 1707–1709

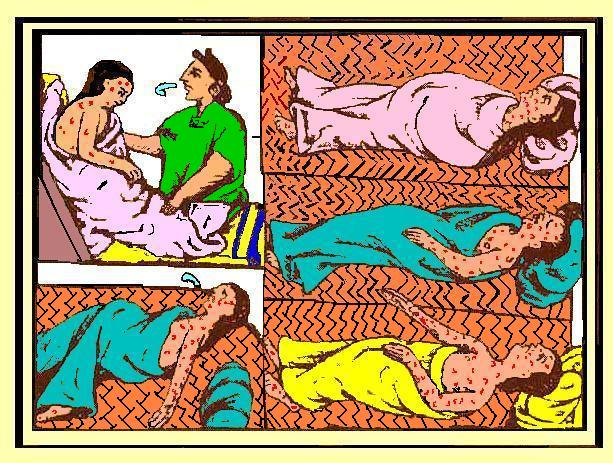
Bólusóttarsjúklingar.

شهدت أيسلندا واحدة من أخطر حالات تفشي مرض الجدري (الآيسلندية: Stórabóla) (بالإنجليزية: 1707–08 Iceland smallpox epidemic)في تاريخها، والذي بدأ من عام 1707. وأدى الوباء في نهاية المطاف إلى مقتل نحو 12 ألف آيسلندي، أي ما يقرب من ربع سكان الجزيرة في ذلك الوقت.

## الخلفية
كانت أيسلندا في عام 1707 إقليم تابع لمملكة الدنمارك ويبلغ عدد سكانها 53681 نسمة وفق لإحدى إحصاءات تعداد عام 1703. لم يكن للأمراض الوبائية مثل الجدري القدرة على البقاء بشكل طبيعي على الجزيرة بسبب تعداد السكان القليل "نسبيًا"، ولكن التجارة والسفر المتكرر مع الدنمارك شكلا نقطة ضعف لانتشار الأمراض المعدية عبر المحيط الأطلسي. كان الجدري قد عبر المحيط من قبل عام 1670، مما تسبب في وباء دام عامين، ومنذ ذلك الحين نشأ جيل جديد من الناس ليس لديهم مناعة ضد المرض.

## الوباء
عام 1707 وصل مرض الجدري إلى أيسلندا على متن سفينة من الدنمارك عندما مرض أحد الركاب وتوفي بسبب المرض. وعلى الرغم من دفنه في البحر، ظلت الملابس الملوثة للحالة الأولى ملوثة وأصابت شخصًا آخر على الأقل على متن السفينة. وفي العام التالي انتشر المرض إلى كل مدينة تقريبا في جميع أنحاء أيسلندا. آخر الحالات المبلغ عنها كانت في ربيع عام 1709. في النهاية، ربما أدى تفشي المرض إلى مقتل ربع سكان أيسلندا في ذلك الوقت.

## انظر ايضا
- تفشي الجدري في المملكة المتحدة عام 1966